# The Voice Senior (Nederland)
The Voice Senior was een Nederlands televisieprogramma dat werd uitgezonden op RTL 4. Het programma werd in oktober 2017 aangekondigd en het eerste seizoen werd vanaf augustus 2018 vier weken lang uitgezonden.
Het programma is gebaseerd op zijn succesvolle voorgangers, The voice of Holland en de kindervariant The Voice Kids, die beide ook door John de Mol zijn bedacht. Ditmaal focust het programma zich echter op zangtalenten van boven de zestig jaar oud.

## Format
De show bestaat uit vijf verschillende fases: productie-auditie, Blind Audition, De knock-outs, Finale en 'Live stemmen'. De productie-audities worden niet gefilmd: hier worden alleen de goede zangers door het programma geselecteerd en deze mogen naar de Blind Auditions.

### Blind auditions
De blind auditions zijn gelijkwaardig aan voornoemde voorgangers: de kandidaten zingen dan terwijl de stoelen van de vier juryleden/coaches omgedraaid staan. De coaches kunnen dus alleen op basis van muzikaliteit en stem hun keuze baseren.
Elke kandidaat heeft de kans om ongeveer anderhalve minuut lang een nummer naar keuze te zingen. Als een van de coaches besluit om de kandidaat in zijn of haar team op te nemen, moet die coach op zijn eigen "I Want You"-knop drukken waarmee zijn/haar stoel omdraait en de coach de kandidaat pas voor het eerst ziet. Wanneer twee of meer juryleden een artiest in zijn of haar team willen hebben, mag de artiest zelf kiezen met welke coach hij of zij verder wil gaan in het programma.

### De knock-outs
Alle kandidaten die hun nummer hebben uitgevoerd en door een coach zijn gekozen gaan samen met de coach door naar de volgende ronde; 'The Knockouts'. In deze fase zingen de kandidaten solo een liedje. Naar aanleiding van hun optreden worden ze gerankt door hun eigen coach die ze op een van de twee stoelen plaatst. Mocht een coach twijfelen over de ranking van een kandidaat, dan mag er een challenge worden aangevraagd. De coach kan dan een optreden van een van zijn of haar talenten terugluisteren om een weloverwogen beslissing te maken. De twee talenten die op de stoelen blijven zitten, gaan door naar de finale.

### Finale
De twee kandidaten die door zijn gegaan bij de knock-outfase komen in de finale te staan. De kandidaten worden gecoacht door hun coach en kiezen in overleg een nummer dat ze zingen in de finale. De coach beslist vervolgens met advies van de andere coaches welke act van de twee moet blijven. Hierdoor blijven er van elke coach één kandidaat over, deze strijden voor de titel. De uiteindelijke winnaar wordt gekozen door middel van televoting. De finale wordt in tegenstelling tot de andere edities niet live uitgezonden. De aflevering wordt van tevoren opgenomen en stopt zonder dat de uitslag bekendgemaakt wordt. Vervolgens wordt er overgeschakeld naar een live lateavondprogramma bij RTL 4. Dit waren RTL Late Night met Twan Huys in 2018, Beau in 2019 en Jinek in 2020. Hier wordt een speciale The Voice Senior-avond gehouden en wordt er gesproken met de juryleden, presentatoren en de vier laatste finalisten. Uiteindelijk wordt in dat programma live de winnaar bekendgemaakt.

## Presentatie
De presentatie van het eerste seizoen van The Voice Senior was in handen van Wendy van Dijk en Martijn Krabbé. Eerder waren de twee al als presentatieduo te zien in The voice of Holland en The Voice Kids. Doordat Van Dijk de overstap maakte van RTL 4 naar SBS6 stopte ze als presentatrice en werd ze opgevolgd door Lieke van Lexmond.
| Presentator       | Seizoen 1 | Seizoen 2 | Seizoen 3 | Seizoen 4 |
| ----------------- | --------- | --------- | --------- | --------- |
| Martijn Krabbé    |           |           |           |           |
| Wendy van Dijk    |           |           |           |           |
| Lieke van Lexmond |           |           |           |           |

## Coaches
Marco Borsato en Ilse DeLange waren de eerste twee coaches die bekend werden gemaakt door RTL. Beiden hadden al ervaring met het The Voice-format: zo waren ze allebei te zien geweest als coach bij The voice of Holland en The Voice Kids. Een aantal maanden later, in mei 2018, werd in een radioshow bekendgemaakt dat Angela Groothuizen, die eerder ook als coach te zien was in The voice of Holland en The Voice Kids, de derde coach van het programma zou worden. Een maand later, in juni 2018, werd naar buiten gebracht dat Gerard Joling en Gordon zich ook aangesloten hadden bij het programma en samen als het duo Geer & Goor plaats zouden nemen in de duostoel. Voor beiden was dit de eerste aanraking met het format The Voice. Voor het tweede seizoen werd het duo vervangen door Frans Bauer, dit kwam mede omdat Gordon voor Talpa Network ging werken. Borsato keerde niet terug voor het derde seizoen wegens een burn-out, hij werd vervangen door Gerard Joling die eerder als duo-coach deelnam.
| Coach              | Seizoen 1 | Seizoen 2 | Seizoen 3 | Seizoen 4 |
| ------------------ | --------- | --------- | --------- | --------- |
| Geer & Goor        |           |           |           |           |
| Marco Borsato      |           |           |           |           |
| Angela Groothuizen |           |           |           |           |
| Ilse DeLange       |           |           |           |           |
| Frans Bauer        |           |           |           |           |
| Gerard Joling      |           |           |           |           |

### Coaches en hun finalisten
| Team Geer & Goor Team Marco Borsato Team Angela Groothuizen Team Ilse DeLange Team Frans Bauer Team Gerard Joling |

| Seizoen | Start            | Finale            | Winnende finalist(e) | Verliezende finalisten | Winnende coach(es) | Presentatoren                      | Coaches (stoel volgorde) | Coaches (stoel volgorde) | Coaches (stoel volgorde) | Coaches (stoel volgorde) |
| Seizoen | Start            | Finale            | Winnende finalist(e) | Verliezende finalisten | Winnende coach(es) | Presentatoren                      | 1                        | 2                        | 3                        | 4                        |
| ------- | ---------------- | ----------------- | -------------------- | ---------------------- | ------------------ | ---------------------------------- | ------------------------ | ------------------------ | ------------------------ | ------------------------ |
| 1       | 24 augustus 2018 | 14 september 2018 | Jimi Bellmartin      | Marianne Noble         | Geer & Goor        | Martijn Krabbé & Wendy van Dijk    | Angela                   | Geer & Goor              | Ilse                     | Marco                    |
| 1       | 24 augustus 2018 | 14 september 2018 | Jimi Bellmartin      | Annet Hesterman        | Geer & Goor        | Martijn Krabbé & Wendy van Dijk    | Angela                   | Geer & Goor              | Ilse                     | Marco                    |
| 1       | 24 augustus 2018 | 14 september 2018 | Jimi Bellmartin      | Georges Lotze          | Geer & Goor        | Martijn Krabbé & Wendy van Dijk    | Angela                   | Geer & Goor              | Ilse                     | Marco                    |
| 2       | 30 augustus 2019 | 20 september 2019 | Ruud Hermans         | Eddie Taylor           | Ilse DeLange       | Martijn Krabbé & Lieke van Lexmond | Angela                   | Frans                    | Ilse                     | Marco                    |
| 2       | 30 augustus 2019 | 20 september 2019 | Ruud Hermans         | IJsbrand van Belleghem | Ilse DeLange       | Martijn Krabbé & Lieke van Lexmond | Angela                   | Frans                    | Ilse                     | Marco                    |
| 2       | 30 augustus 2019 | 20 september 2019 | Ruud Hermans         | Steve Yocum            | Ilse DeLange       | Martijn Krabbé & Lieke van Lexmond | Angela                   | Frans                    | Ilse                     | Marco                    |
| 3       | 28 augustus 2020 | 18 september 2020 | Henny Thijssen       | Evert Braumuller       | Frans Bauer        | Martijn Krabbé & Lieke van Lexmond | Angela                   | Frans                    | Ilse                     | Gerard                   |
| 3       | 28 augustus 2020 | 18 september 2020 | Henny Thijssen       | Rosy Pereira           | Frans Bauer        | Martijn Krabbé & Lieke van Lexmond | Angela                   | Frans                    | Ilse                     | Gerard                   |
| 3       | 28 augustus 2020 | 18 september 2020 | Henny Thijssen       | Hein Migchelbrink      | Frans Bauer        | Martijn Krabbé & Lieke van Lexmond | Angela                   | Frans                    | Ilse                     | Gerard                   |
| 4       | 27 augustus 2021 | 8 oktober 2021    | Phil Bee             | Leoni Jansen           | Frans Bauer        | Martijn Krabbé & Lieke van Lexmond | Angela                   | Frans                    | Ilse                     | Gerard                   |
| 4       | 27 augustus 2021 | 8 oktober 2021    | Phil Bee             | Hans Baltus            | Frans Bauer        | Martijn Krabbé & Lieke van Lexmond | Angela                   | Frans                    | Ilse                     | Gerard                   |
| 4       | 27 augustus 2021 | 8 oktober 2021    | Phil Bee             | Tollak Ollestad        | Frans Bauer        | Martijn Krabbé & Lieke van Lexmond | Angela                   | Frans                    | Ilse                     | Gerard                   |

## Trivia
- In de eerste berichten van het programma werd Ali B genoemd als een van de coaches, maar hij was uiteindelijk toch niet als coach te zien.[12]
- Voordat het programma op de Nederlandse televisie werd gebracht, was het format al aan België verkocht. Het was daar in het najaar van 2018 te zien.[13][14]